# Цвета Георгиева
Цвета Алипиева Георгиева е български политик, народен представител от ПП АТАКА в XLI народно събрание, която по-късно напуска.

## Биография
Цвета Георгиева е родена на 19 октомври 1963 година в град Варна. През 1986 година завършва английска филология във Великотърновския университет „Кирил и Методий“. Работила е като преподавател по английски език в редица училища и езикови школи, а също така и във Варненския свободен университет „Черноризец Храбър“.
В периода от август 2005 до ноември 2011 година е член на ПП АТАКА, областен координатор за Варна. През 2009 г. влиза в XLI народно събрание като депутат от тази политическа група, но през 2011 г. я напуска и остава в парламента като независим депутат.